# Liste des gares de la wilaya de Mila
La liste des gares de la wilaya de Mila, est une liste des gares ferroviaires situées dans la wilaya de Mila, en Algérie.

## Gares ferroviaires dans la wilaya
La wilaya de Mila compte deux gares. Elles sont exploitées par la Société nationale des transports ferroviaires (SNTF).
| Gare               | Commune    | Lignes         |
| ------------------ | ---------- | -------------- |
| Gare de Tadjenanet | Tadjenanet | Alger à Skikda |
| Gare de Teleghma   | Teleghma   | Alger à Skikda |

| \| Teleghma Tadjenanet Mila \| Localisation des gares de la wilaya de Mila |
| Teleghma Tadjenanet Mila                                                   |

## Lignes ferroviaires dans la wilaya
La wilaya est traversée par une ligne : la ligne d'Alger à Skikda.